# Fiona Rene
Fiona Rene (5 aprile 1988) è un'attrice statunitense.

## Carriera
E' nota per il ruolo dell'avvocato Greenie nella serie TV Tracker.
Nel 2021 è stata inoltre nel cast principale della serie So cosa hai fatto.

## Filmografia parziale

### Televisione
- Critical - serie TV, episodio 1x06 (2015)
- Jane the Virgin - serie TV, episodio 4x08 (2018)
- Stumptown - serie TV, 9 episodi (2019-2020)
- L.A.'s Finest - serie TV, episodio 1x11 (2019)
- Grey's Anatomy - serie TV, episodio 16x01 (2019)
- So cosa hai fatto (I Know What You Did Last Summer) - serie TV, 8 episodi (2021)
- NCIS: Hawai'i - serie TV, episodio 1x02 (2021)
- Avvocato di difesa (Lincoln's Lawyer) - serie TV, 7 episodi (2022-2024)
- Fire Country - serie TV, 5 episodi (2022-2023)
- S.W.A.T. - serie TV, episodio 5x14 (2022)
- The Rookie - serie TV, episodio 5x02 (2022)
- Tracker - serie TV, 33 episodi (2024-2025)

## Doppiatrici italiane
Nelle versioni in italiano delle opere in cui ha recitato, Fiona Rene è stata doppiata da:
- Laura Facchin in Stumptown
- Valeria Vidali in Grey's Anatomy
- Giulia Catania in So cosa hai fatto
- Stella Musy in Avvocato di difesa
- Mattea Serpelloni in Fire Country
- Joy Saltarelli in Tracker